# فلسطين هذا الأسبوع (مجلة)
فلسطين هذا الأسبوع مجلة شهرية تغطي القضايا الثقافية والاجتماعية والسياسية في فلسطين. يملكها ساني ميو وتنشر بشكل منتظم منذ ديسمبر 1998.
في إصدارهم في مارس 2018 تكريمًا لليوم العالمي للمرأة ، اشتركوا مع هيئة الأمم المتحدة للمرأة لنشر أربع مقالات تتعلق بالنهوض بحقوق الإنسان للفتيات والنساء الريفيات، وتنفيذ أهداف التنمية المستدامة في فلسطين والسعي إلى تحسين المساواة بين الجنسين من خلال رفع مستوى الوعي لتشجيع مشاركة أكبر من الرجال. هذه الحملة كانت تسمى "لأني رجل".

## وصلات خارجية
- الموقع الرسمي